# 草鞋

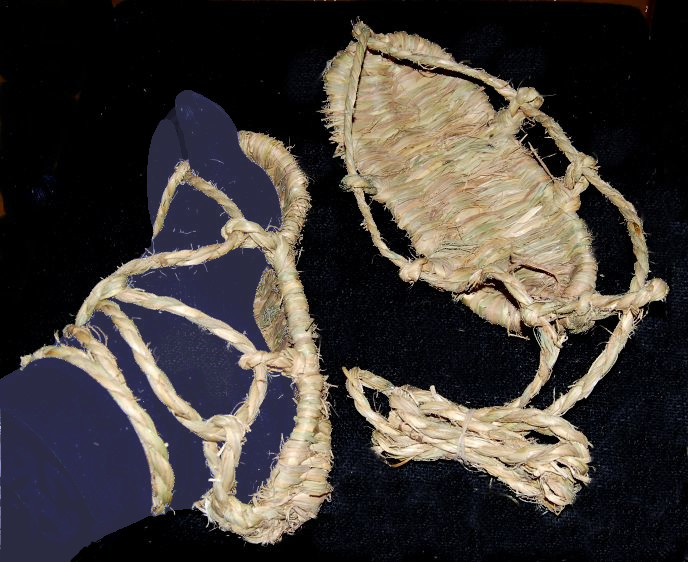
草鞋

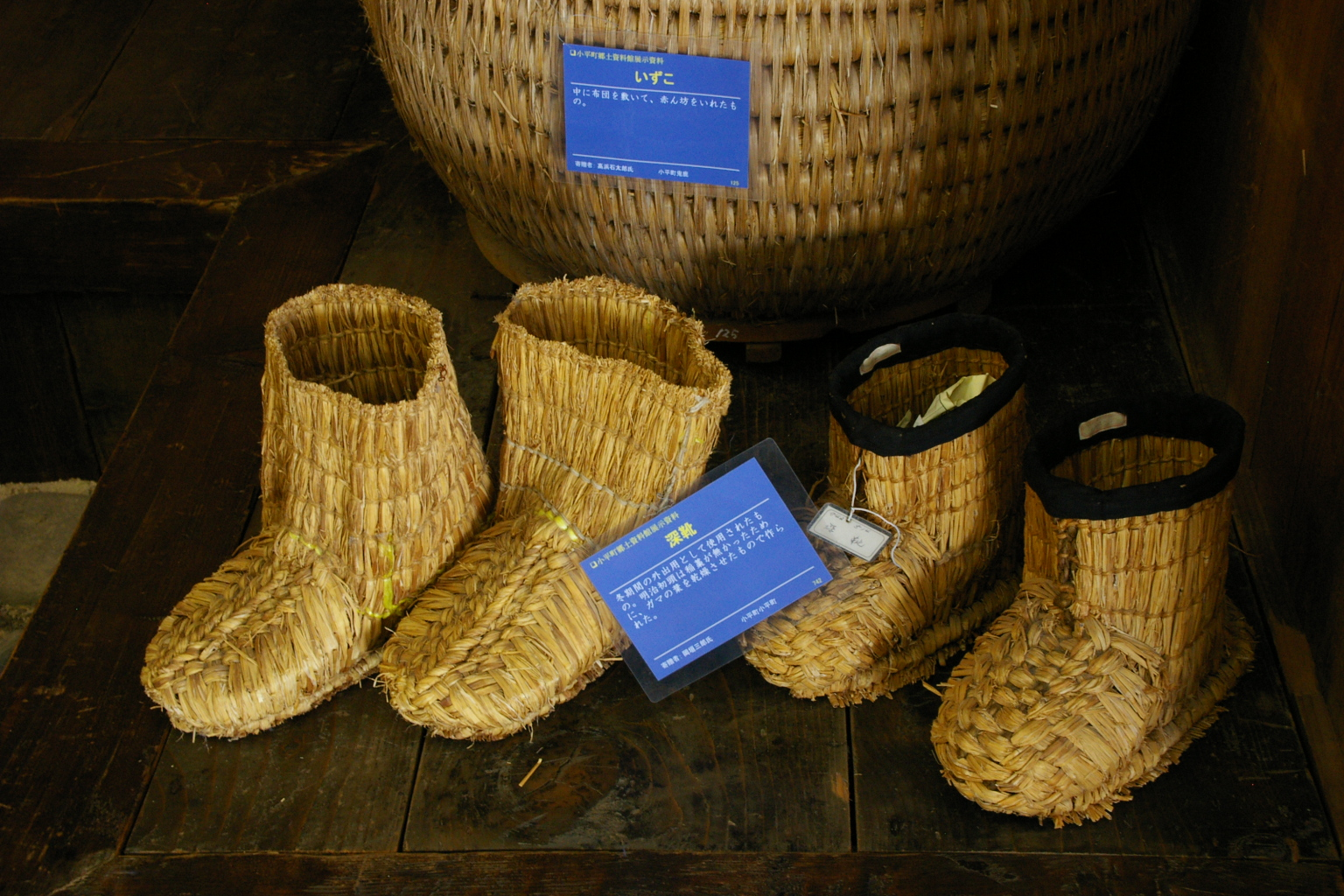
草鞋と同じ稲藁の材料で作られた深靴（ふかぐつ）。ゴムの長靴が普及する以前に日本の雪国の庶民が使った。雪の温度が非常に低く、また稲藁が断熱材となり雪は解けず水が浸み入ることもない。また断熱性の違いからゴム製長靴のように、足が冷えることが少ない。

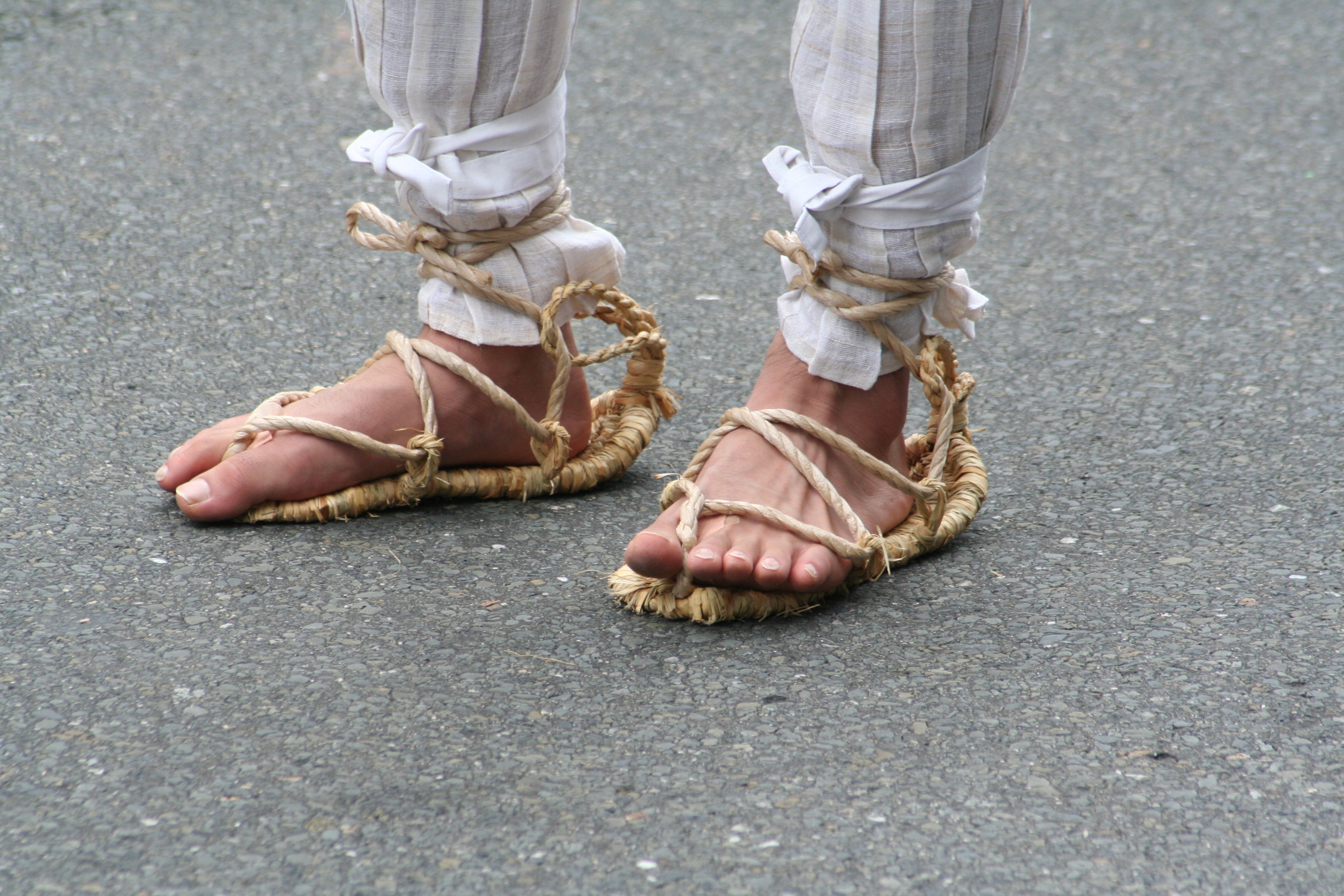
着用の様子

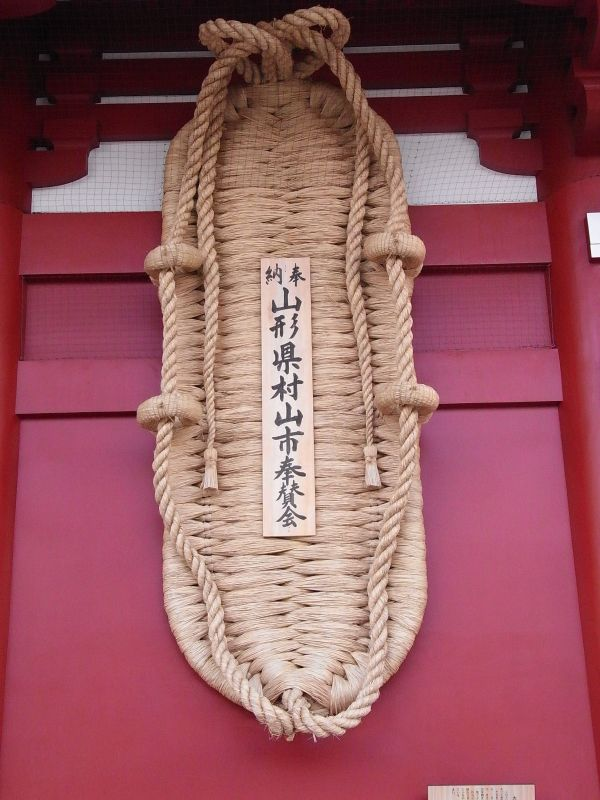
浅草寺 わらじ（2008年12月16日撮影）

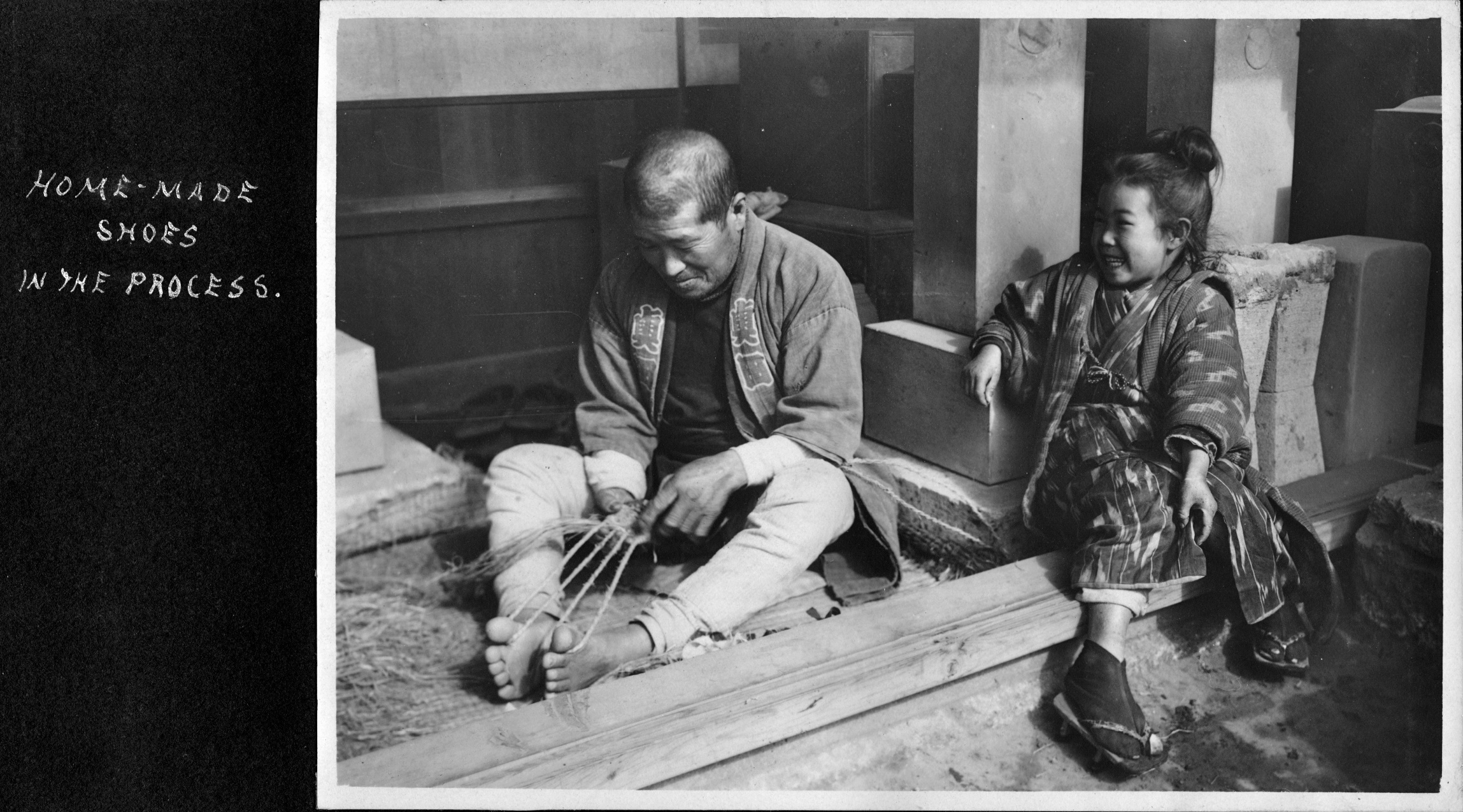
草鞋作りの様子。大正時代

草鞋または鞋（わらじ）は、稲藁で作られる伝統的な履物の一つ。
技術的には草鞋は編物の一種と考えられてきたが、楕円状の織物の一種として位置付けるべきという見解がある。なお、草履とは異なり草鞋には足首を縛る紐がある。

## 概要

### 中国
草鞋は「鞋（かい）」と呼ばれる履物の一種とされた。「草鞋」や「絲鞋」は植物繊維で作られた浅形の簡便な履物であり、中国では旅などで履く消耗品として使用された。

### 日本
日本へは律令制度とともに導入されたという。草鞋と同じく植物繊維で作製された履物に草履があるが、先述のように草履は草鞋にある足首を縛る紐を簡略化して成立した履物である。草鞋や草履は平安時代中期には一般庶民の履物として普及した。また、牛や馬にも蹄鉄のかわりに専用のわらじが用いられたことがあった。
日常生活においてはほとんど使用されなくなったが、祭り等の伝統行事における装束の一部として履かれるほか、沢登りなど一部用途においては柔軟で水中の苔の付着した岩でもグリップが利くことなどから標準的装備とされており、多くの登山用品店で実用品として販売されている。現在では民具作成用の藁が手に入りにくいため、ポリエステルの荷造り紐などで代用して作ることもある。
なお、長円形の物体を指す形容詞として用いられることもあり、例えばワラジムシといった名称や、大きな豚カツを「わらじトンカツ」と呼称して販売することもある。

## 格言
- 二足の草鞋を履く - 一人の人間が趣の異なる二つの仕事を兼業すること[4]。本来は「二足の草鞋は履けぬ」という否定的な意味合いであった。
- 一歳上の女房は金（かね）のわらじを履いてでも探せ - 重いが磨り減らない金属のわらじを履いて、その重さに耐えてでも（藁のわらじでは擦り切れてしまうほど歩き回る覚悟で）探すべき。
- 仲人はわらじ千足 - あちこち歩きまわるたとえ。
- 箱根山、駕籠に乗る人、担ぐ人、そのまた草鞋を作る人 - 人の身分は、上を見ても下を見ても限りがないという諺。

## 日本以外の草鞋
- チプシン（英語版） - 韓国の草鞋。